# Сентер (Північна Дакота)
Сентер (англ. Center) — місто (англ. city) в США, в окрузі Олівер штату Північна Дакота. Населення — 588 осіб (2020).

## Географія
Сентер розташований за координатами 47°6′53″ пн. ш. 101°17′52″ зх. д. / 47.11472° пн. ш. 101.29778° зх. д. (47.114854, -101.297808).  За даними Бюро перепису населення США в 2010 році місто мало площу 1,19 км², уся площа — суходіл.

## Демографія
Згідно з переписом 2010 року, у місті мешкала 571 особа в 252 домогосподарствах у складі 169 родин. Густота населення становила 482 особи/км².  Було 310 помешкань (262/км²).
Расовий склад населення:
| - 96,0 % — білих - 3,2 % — корінних американців - 0,5 % — чорних або афроамериканців |

До двох чи більше рас належало 0,4 %. Частка іспаномовних становила 1,9 % від усіх жителів.
За віковим діапазоном населення розподілялося таким чином: 19,1 % — особи молодші 18 років, 63,9 % — особи у віці 18—64 років, 17,0 % — особи у віці 65 років та старші. Медіана віку мешканця становила 49,3 року. На 100 осіб жіночої статі у місті припадало 105,4 чоловіків;  на 100 жінок у віці від 18 років та старших — 105,3 чоловіків також старших 18 років.
Середній дохід на одне домашнє господарство  становив 57 533 долари США (медіана — 50 313), а середній дохід на одну сім'ю — 72 130 доларів (медіана — 68 500). За межею бідності перебувало 11,6 % осіб, у тому числі 19,8 % дітей у віці до 18 років та 13,1 % осіб у віці 65 років та старших.
Цивільне працевлаштоване населення становило 277 осіб. Основні галузі зайнятості: будівництво — 20,9 %, освіта, охорона здоров'я та соціальна допомога — 19,9 %, транспорт — 11,2 %, сільське господарство, лісництво, риболовля — 9,4 %.